# لیندا موتالو
لیندا موتالو (انگلیسی: Linda Motlhalo؛ زادهٔ ۱ ژوئیهٔ ۱۹۹۸) بازیکن فوتبال اهل آفریقای جنوبی است.
از باشگاه‌هایی که در آن بازی کرده‌است می‌توان به هیوستون دش اشاره کرد.
وی همچنین در تیم ملی فوتبال زنان آفریقای جنوبی بازی کرده‌است.